# Världsmästerskapen i bågskytte 1975
Världsmästerskapen i bågskytte 1975 arrangerades i Interlaken i Schweiz mellan den 25 och 28 juni 1975.

## Medaljsummering

### Recurve
| Event                          | Guld                                                               | Silver                                            | Brons                                             |
| Herrarnas individuella tävling | Darrell Pace (USA)                                                 | Richard McKinney (USA)                            | Kauko Laasonen (FIN)                              |
| Damernas individuella tävling  | Zebiniso Rustamova (URS)                                           | Valentina Kovpan (URS)                            | Han Sun-Hi (PRK)                                  |
| Herrarnas lag                  | USA Darrell Pace Richard McKinney Rodney Baston                    | Japan Hirose Akira Tezima Masaki Nishi Takanobu   | Finland Kauko Laasonen Olli Tahvonen Jukka Inkert |
| Damernas lag                   | Sovjetunionen Zebiniso Rustamova Valentina Kovpan Wirwe Holtsmeier | Nordkorea Han Sun-Hi Kim Hyang-Min Djang Sun-Yung | USA Linda Myers Irene Lorensen Ruth Rowe          |

### Medaljtabell
| Pl. | Nation        | Guld | Silver | Brons | Totalt |
| --- | ------------- | ---- | ------ | ----- | ------ |
| 1   | USA           | 2    | 1      | 1     | 4      |
| 2   | Sovjetunionen | 2    | 1      | -     | 3      |
| 3   | Sydkorea      | -    | 1      | 1     | 2      |
| 4   | Japan         | -    | 1      | -     | 1      |
| 5   | Finland       | -    | -      | 2     | 2      |